# Prorhynchops errans
Prorhynchops errans là một loài ruồi trong họ Tachinidae.